# Carlo Torlonia
Carlo Torlonia (Roma, 18 dicembre 1798 – Roma, 31 dicembre 1847) è stato un religioso italiano.

## Biografia
Fu terzogenito di Giovanni Raimondo Torlonia (1754-1829) e di Anna Maria Schultheiss (1760-1840).
Dei tre figli maschi della coppia (che ebbe cinque figli), Carlo era il più fragile di salute e di indole mite al contrario del fratello maggiore Marino (1795-1865), ambizioso di primeggiare in società, e del fratello minore Alessandro (1800-1886), ambizioso di primeggiare negli affari.
Ascritto alla nobiltà romana e viterbese, fu insignito della Gran Croce dell'Ordine Piano e della commenda del Sovrano Militare Ordine di Malta.
Il padre Giovanni Raimondo alla sua morte lasciò precise disposizioni testamentarie affinché Alessandro, il fratello minore, si prendesse cura di Carlo.
Alessandro ebbe con il fratello Carlo uno stretto rapporto affettivo e sempre lo protesse tanto che Carlo nel 1833 gli affidò i suoi beni andando ad abitare presso di lui
avendone in cambio un assegno vitalizio.
Carlo era portato per la vita religiosa, tuttavia non prese mai i voti accontentandosi di essere Terziario francescano e di patrocinare iniziative caritatevoli. Non si sposò e non ebbe discendenza propria.
Nel 1841 fondò il Conservatorio Torlonia in Salita Sant'Onofrio al Gianicolo a Roma. Alla sua morte il fratello Alessandro ne divenne il proprietario continuando a mantenere a proprie spese l'istituto di carità, dove morì la sua secondogenita Giovanna Carolina (1856-1875).
Carlo Torlonia morì a Roma il 31 dicembre 1847. Il funerale fu fatto il 5 gennaio successivo ai Santi Apostoli.

## Titoli nobiliari
- Nobile Romano
- Nobile di Viterbo